# Ан Олдфийлд
Ан Олдфийлд (на английски: Anne Oldfield; * 1683 в Лондон, Кралство Англия, † 23 октомври 1730 пак там, Кралство Великобритания) е английска театрална актриса и една от най-добре платените актриси за времето си.

## Биография

### Произход и първи стъпки в театъра
Родена е в Лондон през 1683 г. Баща ѝ е войник на име Джеймс Олдфийлд. Майка ѝ е актрисата Ан или Елизабет Бланшард. Дядо ѝ е собственик на таверна и оставя на баща ѝ няколко имота, но той ги ипотекира. Поради това Ан и майка ѝ са във финансови затруднения, когато той умира млад. Изглежда, че Олдфийлд получава известно образование, защото биографите ѝ твърдят, че тя чете нашироко в младостта си. Тя отива да живее с майка си при леля ѝ г-жа Вос в таверната Митър в Сейнт Джеймс. През 1699 г. Ан привлича вниманието на ирландския драматург Джордж Фаркър, когато той я чува да рецитира реплики от пиесата на Франсис Бомон и Джон Флетчър от 1616 г. „Намръщената дама“ (The Scornful Lady) в задната стая на таверната. Скоро след това тя е наета от театралния мениджър Кристофър Рич, за стане част от актьорския състав на Кралския театър Друри Лейн в Лондон.

### Кариера
Година по-късно Олдфийлд е избрана за първата си малка роля като Кандиопа в „Тайна любов или Кралицата девственица“ (Secret Love or The Maiden Queen) на Джон Драйдън (1699). След успеха си във второстепенна роля тя получава водеща роля в „Поклонникът“ (The Pilgrim) на Джон Флетчър (1647). През лятото на 1703 г. замества Сузана Вербруген, когато договорът ѝ е прекратен, преди компанията да пътува до Бат, за да изпълни представление за кралица Анна и нейния двор.
Олдфийлд става една от водещите актриси на Друри Лейн. Мениджърът Коли Сибър признава, че тя също като него е отговорна за успеха на пиесата му „Безгрижният съпруг“ (The Careless Husband) (1704), в който играе ролята на лейди Модиш. Говорейки за нейното представяне в ролята на лейди Таунли в пиесата му „Провокираният съпруг“ (The Provoked Husband) (1728), Сибър казва, че „тук тя надмина обичайното си надминаване“. Олдфийлд също така играе главна роля в Epicoene на Бен Джонсън и Селия в неговата Volpone.
Според тогавашни слухове съществува съперничество между Олдфийлд, Ан Брейсгърдъл, Джейн Роджърс и Сузана Центливър, които се съревновават за най-добрите роли. През 1706 г. Олдфийлд влиза в конфликт с ръководството на Друри Лейн за заплата, за която смята, че ѝ е обещана, но която театърът отказва да ѝ я плати. Тя напуска и се присъединява към конкурентната актьорска компания в Театър „Хеймаркет“, преди да се върне в Друри Лейн малко след това с нов договор и с нова позиция като съсобственичка на театъра. По отделен повод на Олдфийлд е предложено да стане мениджър на театъра, „но полът ѝ се смяташе за възражение срещу тази мярка", след което е помолена да каже условията си, за да остане на старата си позиция, Олдфийлд получава 200 гвинеи заплата, което в крайна сметка е повишено на 500 гвинеи, в резултат на което тя става най-добре платената актриса на своето време.

## Личен живот
Около 1700 г. Олдфийлд започва десетилетна връзка с политика на вигите Артър Мейнуоринг. Благодарение на успеха си тя остава финансово независима от него. Той подкрепя кариерата ѝ, като ѝ помага за нови роли и като написва повече от дузина пролози и епилози за нея. Когато забременява със сина им Артър, Олдфийлд продължава да играе, докато не е в състояние да го прави физически, което е необичайно за времето. Тя се връща на работа само три месеца след раждането. Актрисата урежда приятелката си за цял живот Маргарет Сондърс да се присъедини към актьорската професия.
Когато Мейнуоринг умира през 1712 г., плъзват слухове, че той е починал от венерическа болест, предадена му от Олдфийлд. За да изчисти имената им, тя разпорежда да бъде извършена официална аутопсия на тялото му, която разкрива, че той е починал от туберкулоза. По онова време Олдфийлд е бременна в третия месец, но не се смята, че детето е оцеляло след раждането.
Няколко години след смъртта на Мейуоринг Олдфийлд започва връзка с британския генерал-лейтенант Чарлз Чърчил. Двамата живеят заедно много години и имат син Чарлз – бъдещ депутат. По време на тази бременност обаче тя не успява да продължи да играе поради здравето си и е принудена да напусне театъра за няколко месеца. Олдфийлд така и не се възстановява напълно.
През целия си последен театрален сезон актрисата страда от хронични коремни болки. Оттегля се от сцената през април 1730 г. и няколко месеца по-късно умира от рак на матката. (23 октомври 1730 г.) на 47-годишна възраст в Лондон. Тя разделя имуществото си между двамата си сина. Погребана е в Уестминстърското абатство под паметника на драматурга Уилям Конгрийв. Нейният партньор Чърчил кандидатства за разрешение да издигне паметник там в нейна чест, но деканът на Уестминстър му отказва.

## Признание
Според театралните критици от 18. и 19. век тя е „театралният идол“ на своето време. Нейният грациозен маниер на игра и образ на добре възпитана дама са обект на възхищение от страна на нейните съвременници, а нейната красота и щедрост стават обект на внимание на безброй писатели на оди, както и на подигравки от недоброжелатели. Поетът Александър Поуп пише за нея и нейните нрави и навици с ирония – напр. че уж не е мислила да бъде погребана във вълнена рокля. Твърди се, че след смъртта ѝ целият двор и половината жители на Лондон са в сълзи.

## Важни роли
- 1699, Candiope – The Maiden Queen от Джон Драйдън.
- 1700, Alinda – The Pilgrim от Джон Флетчър
- 1701, Anne – The Unhappy Penitent от Катрин Тротър Кокбърн
- 1701, Cimene – The Generous Conqueror от Бевил Хигонс
- 1701, Helen – The Virgin Prophetess от Елкана Сетъл
- 1702, Camilla – The Modish Husband от Уилям Бърнаби
- 1702, Jacinta – The False Friend от Джон Венбръ
- 1703, Lucia – The Fair Example от Ричард Екур
- 1703, Belliza – Love's Contrivance от Сузана Центливър
- 1703, Lucia – The Old Mode and the New от Томас Дюрфей
- 1704, Lady Modish – The Careless Husband от Коли Сибър
- 1705, Arabella – Hampstead Heath от Томас Бейкър
- 1706, Silvia – The Recruiting Officer от Джордж Фаркър
- 1706, Celia – Volpone от Бен Джонсън
- 1706, Isabella – The Platonick Lady от Сюзана Центливър
- 1707, Lady Dainty – The Double Gallant от Коли Сибър
- 1707, Ethelinda – The Royal Convert от Никълъс Роу
- 1707, A Silent Woman – Epiocene от Бен Джонсън
- 1707, Florimel - Marriage A La Mode на Джон Драйдън
- 1708, Lady Rodomont – The Fine Lady's Airs на Томас Бейкър
- 1709, Rutland – The Unhappy Favourite, or The Earl of Essex на Джон Банкс
- 1709, Leonara – Sir Courtly Nice от Джон Краун
- 1709, Carolina -Epsom Wells на Томас Шадуел
- 1709, Elvira – The Spanish Fryer, or The Double Discovery на неизв.
- 1709, Narcissa – Love's Last Shift от Коли Сибър
- 1709, Luncinda – The Rival Fools от Коли Сибър
- 1709, Maria – The Fortune Hunters, or Two Fools Well Met от Джеймс Карлайл
- 1709, Lady Lurewell – The Constant Couple, or A Trip to the Jubilee от Джордж Фаркър
- 1709, Hellena – The Rover, or The Banish'd Cavilier на Афра Бен
- 1709, Estifania – Rule A Wife and Have A Wife на Джон Флетчър
- 1709, Mrs Sullen -The Stratagem на Алистър Краули
- 1709, Widow- Wit Without Money на Джон Флетчър
- 1709, Wanton Wife – The Wanton Wife на Томас Бетъртън
- 1709, Constantina- The Chances на Джон Флетчър
- 1709, Belinda – The Man's Bewitched от Сузана Центливър
- 1711, Arabella – The Wife's Relief на Чарлз Джонсън
- 1712, Andromache – Distrest Mother от Амброуз Филипс
- 1713, Marcia - Cato на Джоузеф Адисън
- 1713, Jane Shore – The Tragedy of Jane Shore на Никълъс Роу
- 1714, Eriphile – The Victim на Чарлз Джонсън
- 1715, Lady Jane Grey – Lady Jane Grey от Никълъс Роу
- 1716, Lady Trueman – The Drummer на Джоузъф Адисън
- 1716, Leonora – The Cruel Gift от Сузана Центливър
- 1717, Atalida – The Sultaness от Чарлз Джонсън
- 1717, Maria – The Non-Juror на Коли Сибър
- 1717, Rosalinda – Lucius от Даларвиер Манли
- 1717, Mrs Townley – Three Hours After Marriage от Джон Гей
- 1719, Celona – The Spartan Dame от Томас Саудърн
- 1719, Sophronia – The Masquerade от Чарлз Джонсън
- 1719, Mandane – Busiris, King of Egypt от Едуард Янг
- 1721, Sophronia – The Refusal от Коли Сибър
- 1722, Mrs Watchit – The Artifice от Сузана Центливър
- 1722, Indiana – The Conscious Lovers от Ричард Стийл
- 1723, Margaret – Humphrey, Duke of Gloucester от Амброуз Филипс
- 1724, Cylene – The Captives от Джон Гей
- 1724, Cleopatra – Caesar in Egypt от Коли Сибър
- 1727, Amoret – The Rival Modes от Джеймс Мур Смайт
- 1728, Lady Townly – The Provoked Husband от Коли Сибър
- 1728, Lady Matchless – Love in Several Masques от Хенри Филдинг
- 1730, Clarinda – The Humours of Oxford от Джеймс Милър
- 1730, Sophonisba in Sophonisba от Джеймс Томпсън